# Smrecznik
Smrecznik – drugi co do wysokości szczyt w Górach Złotych (Sudety Wschodnie). Położony rejonie Jaworowej Polany, w bocznym grzbieciku odchodzącym ku zachodowi od Smreka. Zbudowany ze skał metamorficznych. Zbocza są porośnięte lasem świerkowym regla górnego. Na szczycie lasy zostały zniszczone w wyniku klęski ekologicznej.

## Turystyka
Nie prowadzi na niego żaden szlak turystyczny ale najłatwiej dostać się z Bielic.